# Noriel
Noel Santos Román (Hato Rey, 26 de junio de 1994), conocido por su nombre artístico Noriel, es un cantante puertorriqueño. Se hizo conocido por canciones como «Cuatro babys» con Maluma, Bryant Myers y «Duro y suave» , además del álbum Trap Capos: Season 1.
Reconocido por la revista Billboard como uno de los tres artistas más influyentes del trap latino, fue el primero en posicionar un álbum latino de dicho subgénero en el número uno en las listas de éxitos con Trap Capos: Season 1, disco que también fue certificado como disco de oro por la RIAA.

## Trayectoria
Comenzó su carrera musical en 2011 como parte del dúo Kenxiel & Noriel, con el cual lanzaron algunas canciones hasta 2014 donde el dúo se disolvió y en 2015 Noriel se lanza como solista. Ha trabajado con artistas de gran talla como Arcángel, Baby Rasta, Bad Bunny, Bryant Myers, Kiko Rivera, Daddy Yankee, Ñengo Flow, Almighty, Maluma, Anuel AA, Dopokome, Brytiago, entre otros.
Su primer show se dio en el Coliseo Mario Quijote en Puerto Rico en el marco de un festival reconocido llamado Trap Capos, compartió tarima con Darkiel, Brytiago, Anonimus, Maluma, entre otros. Su carrera despegó en el año 2016 cuando comenzó las grabaciones del videoclip «Diablita» del disco Trap Capos junto a Anuel y a Baby Rasta. Anuel tuvo que ser reemplazado en este proyecto musical porque se encontraba preso en la cárcel federal, fue sustituido por Bryant Myers.
Noriel fue uno de los invitados especiales en las actividades de la conferencia de Billboard de la Música Latina, en Miami, Florida, participando en el “Latin Trap Panel”.
En 2021, Noriel y Manuel Turizo estrenan ‘Mala influencia’, siendo parte de su última producción registrada titulada Cerrando Capítulos.
En 2023, lanzó diversos sencillos como «Arte», «Loco Mío», para mantenerse activo en la música.

## Discografía

### Álbumes de estudio
- 2016: Trap Capos: Season 1 (con Trap Capos)
- 2018: Trap Capos II (con Trap Capos)
- 2021: Cerrando capítulo
- 2024: Trap Island

### EP
- 2021: Cerrando capitulo

### Sencillos

#### Como artista destacado
| Título                                   | Año  | Posiciones máximas del gráfico | Posiciones máximas del gráfico | Posiciones máximas del gráfico | Posiciones máximas del gráfico | Posiciones máximas del gráfico | Posiciones máximas del gráfico | Posiciones máximas del gráfico | Posiciones máximas del gráfico | Posiciones máximas del gráfico | Certificaciones                              | Álbum |
| Título                                   | Año  | US Latin                       | US Latin Airplay               | US Latin Pop                   | US Trop.                       | CHI                            | COL                            | ECU                            | ESA                            | ESP                            | Certificaciones                              | Álbum |
| ---------------------------------------- | ---- | ------------------------------ | ------------------------------ | ------------------------------ | ------------------------------ | ------------------------------ | ------------------------------ | ------------------------------ | ------------------------------ | ------------------------------ | -------------------------------------------- | ----- |
| "Duro y suave" (Leslie Grace con Noriel) | 2018 | 49                             | 36                             | 28                             | —                              | 2                              | 14                             | 8                              | 12                             | 7                              | - RIAA: (Latin) - PROMUSICAE: - RIAA (Latin) |       |